# Чобот, Кевин
Ке́вин Чо́бот (англ. Kevin Csoboth; род. 20 июня 2000, Печ) — венгерский футболист, нападающий клуба «Уйпешт» и сборной Венгрии. Участник чемпионата Европы 2024.

## Клубная карьера
Чобот — воспитанник клубов «Ференцварош» и «Козармишлень». В 2017 году игрок подписал контракт с лиссабонской «Бенфикой», где сначала начал выступать за молодёжную команду. 16 февраля 2019 года в матче против «Варзина» он дебютировал в Сегунда лиге за дублирующий состав. В 2021 году Чобот вернулся на родину подписав контракт с клубом «Фехервар». 22 сентября в матче против «Ференцвароша» он дебютировал в чемпионате Венгрии. В начале 2022 году Чобот на правах аренды выступал за «Академия Сегед-Чанада Грошича» во Втором дивизионе Венгрии.
Летом 2022 года Чобот перешёл в «Уйпешт». 26 августа в матче против «Пакша» он дебютировал за новую команду. 9 ноября в поединке против своего бывшего клуба «Фехенвар» Кевин забил свой первый гол за «Уйпешт».

## Международная карьера
В 2017 году Чобот в составе юношеской сборной Венгрии принял участие в юношеском чемпионате Европы в Хорватии. На турнире он сыграл в матчах против команд Фарерских островов, Турции, Шотландии и дважды Франции.
23 марта 2023 года в товарищеском матче против сборной Эстонии Чобот дебютировал за сборную Венгрии.
В 2024 году Чобот принял участие в чемпионате Европы 2024 в Германии. На турнире он сыграл в матчах против сборных Германии и Шотландии. В поединке против шотландцев Кевин забил свой первый гол за национальную команду.

### Голы за сборную Венгрии
| #  | Дата         | Место                         | Противник | Счёт | Результат | Соревнование          |
| -- | ------------ | ----------------------------- | --------- | ---- | --------- | --------------------- |
| 1. | 23 июня 2024 | МХП-Арена, Штутгарт, Германия | Шотландия | 0:1  | 0:1       | Чемпионат Европы 2024 |